# アジアの庭園
ここでは主なアジアの庭園（アジアのていえん）の一覧を記述する。

## 東アジアの庭園
もともと中国庭園の影響を受けている日本と韓国の庭園は、仏教寺院や史跡、個人住宅、近隣の公園または都市公園、そして仏教寺院などの歴史的建造物にある。最も有名な日本庭園の一部西側世界と日本がある日本庭園で枯山水（石庭）の伝統で、龍安寺寺院はその一例である。作付けし多くの場合わびさびのシンプルさを想起させる様々なスタイルの日本庭園がある。  日本の文化では庭作りは高度な芸術であり、書道や水墨画と密接に関係している。 

### 中国庭園
中国庭園芸術の発展は紀元前3000年までになることがあります。時間をさかのぼると中国庭園には数多くのしるし、比喩 、記号があります。古代エジプトの庭園や中東の庭園とは異なり、植物は中国では注目の的ではありませんでした。むしろ、中国庭園は人工の湖や丘、珍しい形の植物、そして石で構成された理想的な宇宙を反映していると考えられてきました。
地球上の誰もが中国人がするように庭を耕しませんでした。その中で支配者と帝国は土地、水と労働力の消費のために農業を危険にさらしそしてしばしば国の運命に介入した贅沢をも開発しました。
北京近郊の「皇居」は、周囲80キロメートルあり、芸術的な自然の模倣品です。そこには、最も小さな景色から最も広大な景色まで、あらゆる種類の風景が見られます。さまざまな地域、小川、河川、湖、村、そして城からの植物が絵を盛り上げます。しかし、村の住民は一種の俳優でした。裁判所の元帥の指示により、彼らは皇帝のために洗練させて漁師、船員、労働者、商人、農民、兵士などの服を着せてそれをエチケットとして実際の人々の出現を禁じる支配者に提示された。
中国四大名園
- 避暑山荘　－承徳
- 頤和園　－北京

北京の庭
- 紫禁城庭園　－北京
- 北海公園　－北京
- 景山公園　－北京
- 円明園　－北京
- 五泉山静明園
- 円明園遺跡
- 北海静心斎
- 御花園
- 宋慶齢故居
- 恭王府花園
- 郭沫若沫故居
- 可園
- 馬桂堂宅園
- 半畝園
- 景山公園
- 劉墉宅園
- 紫禁城内園囿
- 中山公園
- 天壇公園
- 香山静宣園
- 見心斎
- 乾隆花園
- 白雲観後院
- 碧雲寺水泉院

蘇州の庭
- 蘇州古典園林　－蘇州
  - 拙政園、留園、網師園、獅子林などの総称
- 滄浪亭
- 耦園
- 芸圃
- 西園
- 恵䕃園
- 怡園
- 半園
- 可園
- 環秀山荘
- 虎丘擁翠山荘
- 鶴園
- 暢園
- 織造署旧址
- 洞庭西・東山
- 西園戒幢律寺
- 退思園
- 同里古鎮

揚州の庭
- 大明寺
- 痩西湖
- 小盤谷
- 片石山房
- 个園
- 何園
- 巻石洞天

保定市
- 石家荘
- 蓮花池
- 江南庭園

上海市
- 豫園（黄浦区）
- 秋霞圃（嘉定区）
- 古猗園（嘉定区）
- 曲水園（青浦区）
- 酔白池（松江区）
- 魯迅公園 - 初期の英国式の庭園の面影は僅かに残るのみで、中国庭園風の色彩が強くなっている
- 月亮門 - 上海環球金融中心の円形の「穴」はこの中国庭園の壁にくりぬかれた円形の門をかたどったものとされた

山東省
- 大明湖（済南市歴下区）
- 趵突泉（済南市歴下区）
- 十笏園（濰坊市濰城区）
- 孔府鉄山園（曲阜市）

四川省
- 成都武侯祠
- 社甫草堂
- 望江楼
- 眉山三蘇祠
- 楽山鳥尤寺

その他地域
- 寄暢園（無錫市恵山区）
- 西湖（杭州市西湖区）
- 太陽島の庭園群（ハルビン市松北区）
- 盧廉若公園（旧盧廉若邸宅跡）　－マカオ
- 星和園と裕華園　－シンガポールのジュロン

日本にある中国庭園
- 天華園 - 1992年から1999年まで営業していた中国庭園のテーマパーク。北海道登別市
- 天寿園 - 新潟市。北京市林園局設計・施工。日本では初の池泉回遊式の中国山水庭園
- 桃花源 - 立野公園内、北京市海淀区から花桃「碧桃樹」が贈られたことを記念して開設、東京都練馬区
- 瀋秀園 - 大師公園園内。友好都市提携5周年を記念し、瀋陽市から贈られた。神奈川県川崎市川崎区
- 上海横浜友好園 - 本牧市民公園内にある中国式庭園で三渓園の南隣
- 日中友好庭園 - 岐阜県岐阜市にある庭園で岐阜公園の施設の一部
- 陽明園 - 中国浙江省余姚市と、滋賀県安曇川町との友好交流を記念して建設した中国式庭園
- 西芳寺庭園 - 黄金池を中心とする中国風の回遊式庭園。京都市西京区
- 燕趙園 - 東郷池, 皇家園林方式, 東郷温泉, 日本最大の中国庭園, 鳥取県東伯郡湯梨浜町
- 渝華園 - 広島市, 重慶市との友好都市提携五周年を記念して、平成4年(1992年)に
- 冠岳 (鹿児島県いちき串木野市) - 徐福伝説にちなんで1992年（平成4年）に開設された中国庭園
- 福州園 - 那覇にある中国式の庭園
- このほか日本では、沖縄の名勝 仙巌園(磯庭園) や、小石川後楽園、広島の縮景園など、中国庭園の要素を加味した日本庭園も幾つか存在する。

ドイツにはフランクフルトの天安園や、他にミュンヘン、デュマゴルク、ドゥスブルクなどにある。

### 日本庭園
日本の庭園は中国の庭園と似ています。同じ考えが彼らを支えているのは、彼らが自然をさらに忠実に模倣し、大規模な景観を小規模に再現しようとしていることだけです。日本では、庭園は特定のパターンに対応する禅仏教または風水の原理に従って作られています。要素のバランスには特に注意が払われています。

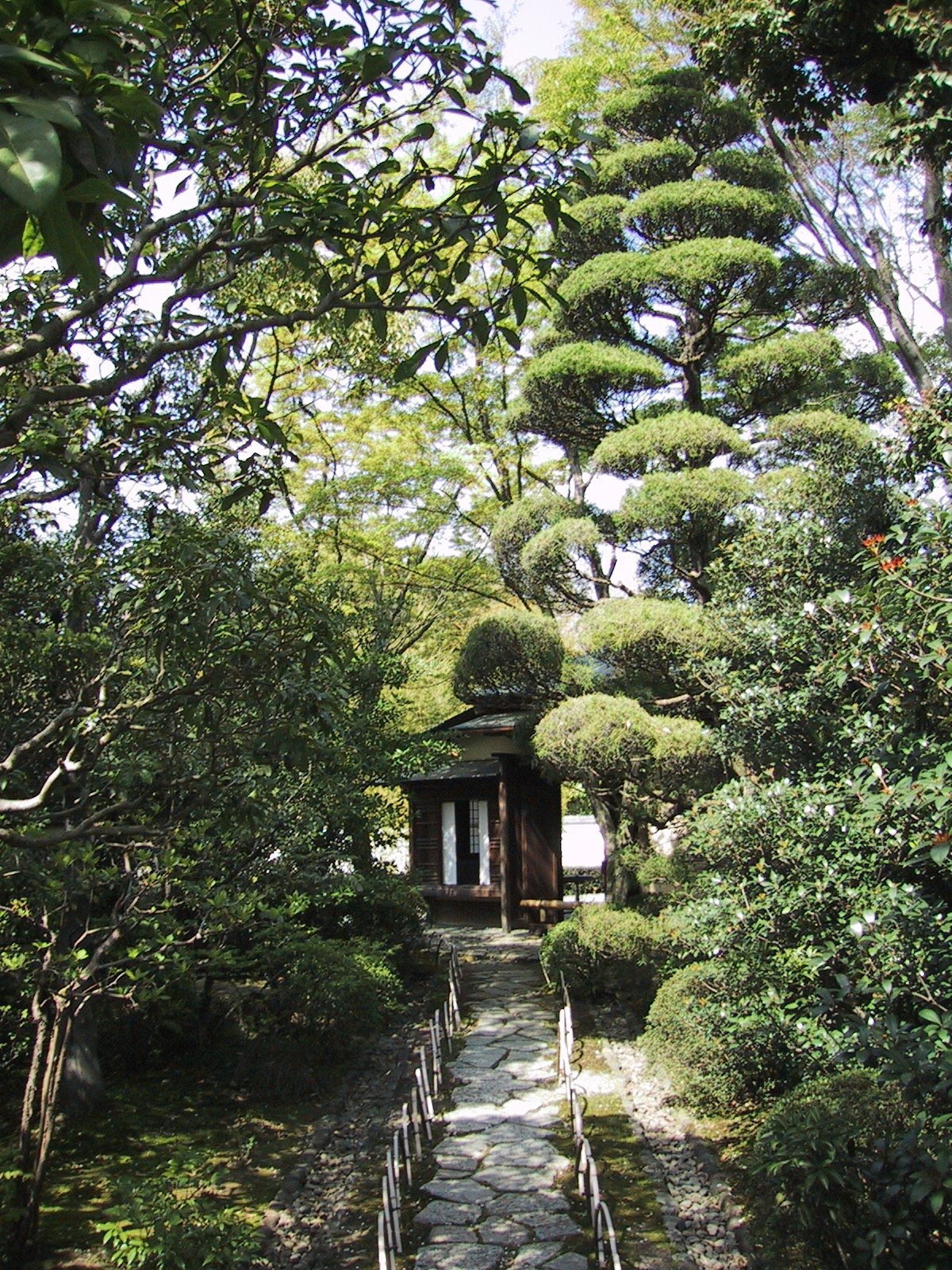
日本の茶庭

### 朝鮮庭園
韓国庭園は、自然界との融合を目指し、自然でカジュアル、シンプルで無理のない庭園と言われている。2000年以上の歴史があるとされるが、実態は世界にはあまり知られていない。最も古い記録は三国時代（紀元前57年～紀元668年）で、建築と宮殿の庭園は『朝鮮三国史記』に記されているように発展していたという。
近年になって韓国で高麗時代（918～1392年）と朝鮮時代（1392～1910年）に書かれた300もの文書が発見され、それらに韓国の伝統的な庭園について詳しく記録されているが、多くは現在も残っていて見学することができる。
先史時代、朝鮮民族は太陽、星、水、岩、石、木などの自然を崇拝していた。特に岩は、水や他の自然界のものよりも力があると信じていた。また、岩は神様の善意を生み出すと信じてきた。そのため朝鮮でも伝統的な庭園を設計する上で、岩の配置は「必須」の要素のひとつとされているためか、現代韓国人も石庭の伝統を再発見しており、丸い天と四角い地という古代の概念を表現する石積みの祭壇を作ったり、「スソク」と呼ばれる「石組」の庭も比較的見られることから庭に石を配置することが見直されている。一般的に韓国のスソク庭園文化は、その発展段階によって説明することができる。原始的な農耕の時代にも、石は庭を造るのに不可欠な材料要素であった。そして、巫俗儀礼のための石組が祠堂や天壇の形で造られるようになったという。
三国時代（紀元前57年-紀元668年）には、石を使った宮殿の庭園が盛大に造られた。そして、4世紀には朝鮮半島にも仏教とともに寺院の庭園文化が伝来した。仏教が国教となった高麗時代初期から、庭園は禅宗の石組を表現した「華厳」（段々畑）の様式へと発展した。高麗時代中期には、美しい林の中に東屋と石池を配した新しいスタイルの石庭「林泉（イムチョン）」が流行した。朝鮮王朝では、多くの家の庭に華渓式庭園が流行し、邸宅の庭園は通常林泉式で造られるようになった。
大韓民国内のもの
- 宮南池 －韓国史上初の人工庭園として知られている。
- 景福宮庭園　－ソウル
- 景福宮 峨嵋山
- 昌徳宮庭園(後苑)　－ソウル
- 昌徳宮 樂善齋 花階 －ソウル
- 石坡亭 －ソウル
- 城北洞別墅 －ソウル
- 訪花隨柳亭 －京畿道水原市
- 東宮と月池
- 船橋莊 活來亭 －江原道江陵市
- 舞沂蓮塘 －慶尚南道咸安
- 無盡亭  －慶尚南道咸安
- 広寒楼　－全羅北道南原市
- 臨対亭　－全羅南道和順郡
- 鳴玉軒　－全羅南道潭陽郡
- 瀟灑園　－全羅南道潭陽郡

日本国内のもの
- 鶴見三ツ池公園内コリア庭園
- 熱海梅園内韓国庭園

その他の国
現在、フランスのナントに韓国の伝統的な庭園が建設中である。ブロッテロー公園に囲まれた5000平方メートルの敷地に、韓国とフランスの外交関係樹立120周年を記念した「順天園」が建設されている。
- メキシコシティ、チャプルテペック動物園内コリアン庭園
- トルコ・アンカラのゲンチリク公園内コリアン庭園
- フランス・パリのアクリマタシオン庭園内に韓国の伝統庭園がある
- ドイツ・ベルリンのマルツァーンコリアン庭園
- ドイツ・フランクフルトのグリューネブルク公園内コリアン庭園
- カナダ・バンクーバーのヴァンドゥーゼン植物園内コリアン庭園
- アメリカ合衆国・ワシントンD.C.の韓国大使公邸庭園は、よく手入れされた韓国庭園の典型例

## イスラム庭園

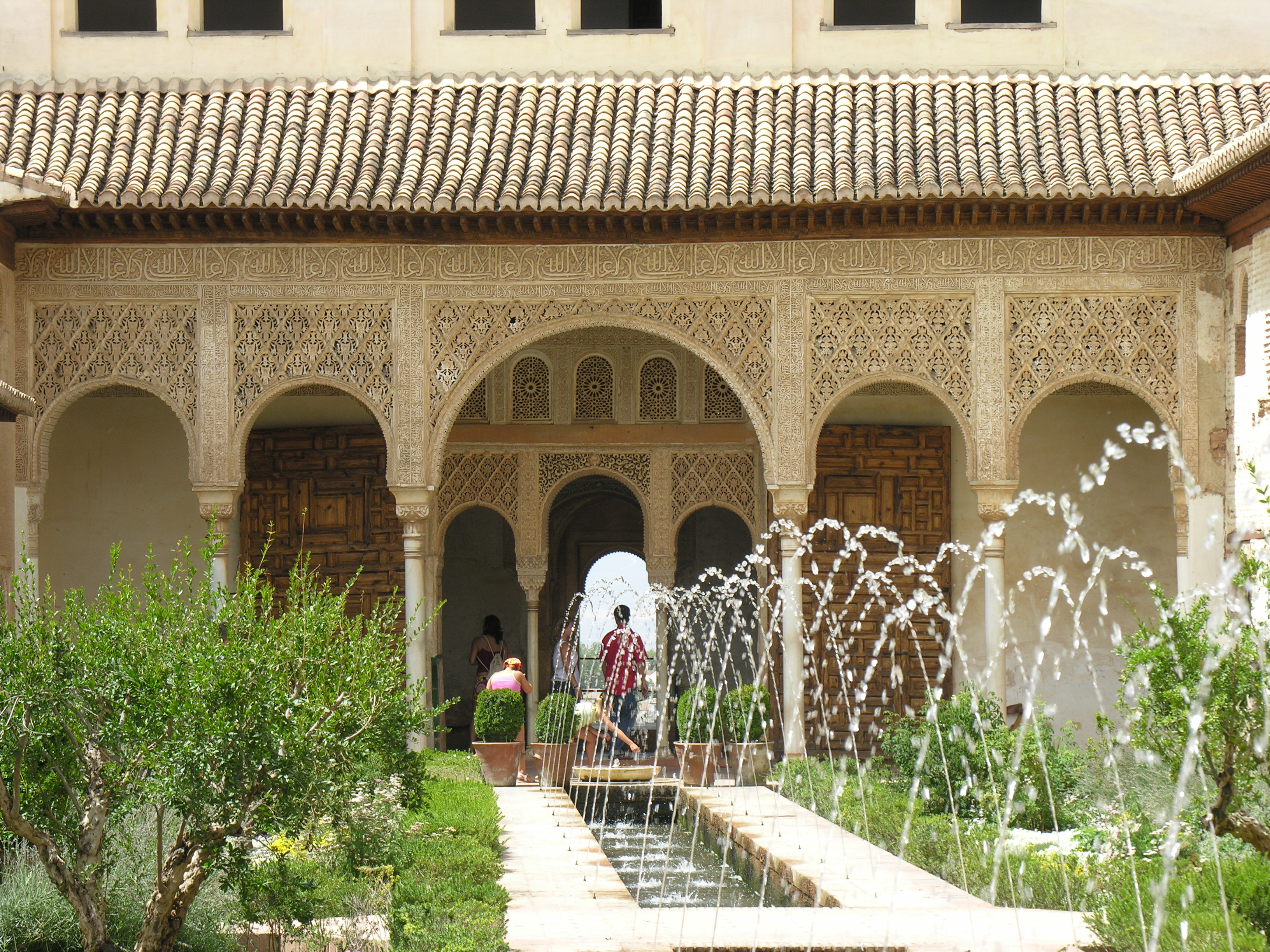
ムーア人のヘネラリフェ中庭の噴水

庭園のデザイン、イスラム庭園の伝統は、西アジア 古代ペルシャ パラダイス庭園を作ることから始まりそれは何世紀にもわたって発展し、そして異なる文化の中でイスラム王朝は中央 - 南アジア、近東、北アフリカそしてイベリア半島まで達するようになる。
イスラム庭園があるかどうかは物議を醸しています  が、イスラムの故郷、 アラビア半島から 、灌漑されたオアシスガーデンが知られていますし、クルアーン(コーラン)は、彼らが神から背を向けマリブのダムを破壊するまで「右と左に」庭を所有していたサバエ人をこう説明しています、今や彼らの国では「苦い収穫」、 タマリスク 、そして数少ないナツメだけが育っています（ Sura 34、16 ）と。今日のイエメンの都市には、都心部の家庭菜園がありますし、このことはイスラム以前の時代にも当てはまりまるはずであるが、おそらく発掘調査によってのみ明らかにされています。コーランは、灌漑水路（ Sura 13、4）とトレリス（ Sura 6、141）がある庭園についてこう説明しています。 「彼（神）はあなたが穀物、を育てることを可能にします  そこには本当に考える人のしるしがあります」とSura 16 、die Bienen （ 16、11 ） とある。 
「典型的な」イスラム庭園の発展に最も大きな影響を与える、また、表現と政府の機能を果たすことができるチャエールBghのスタイルをモデルにした喜びの庭は、ササン朝の王室の庭園に起因していますが、ホスローのイーワーンが637年に征服したクテシフォンのコスラウ2世のキスラ宮殿庭園  で、イブン・ハルドゥーンのペルシャの豪華さとペルシャ建築の引き継ぎのきっかけがみえています。しかし、ディッキーにとって、いわゆる「イスラム庭園」は、ペルシャ、インド、アンダルシアでさらに発展してきたティムール朝の庭園のことです  。しかし、ムガールの庭園は、山の中で開発された建築様式を平野に移すにつれて、ハイブリッドな形となっていった。 

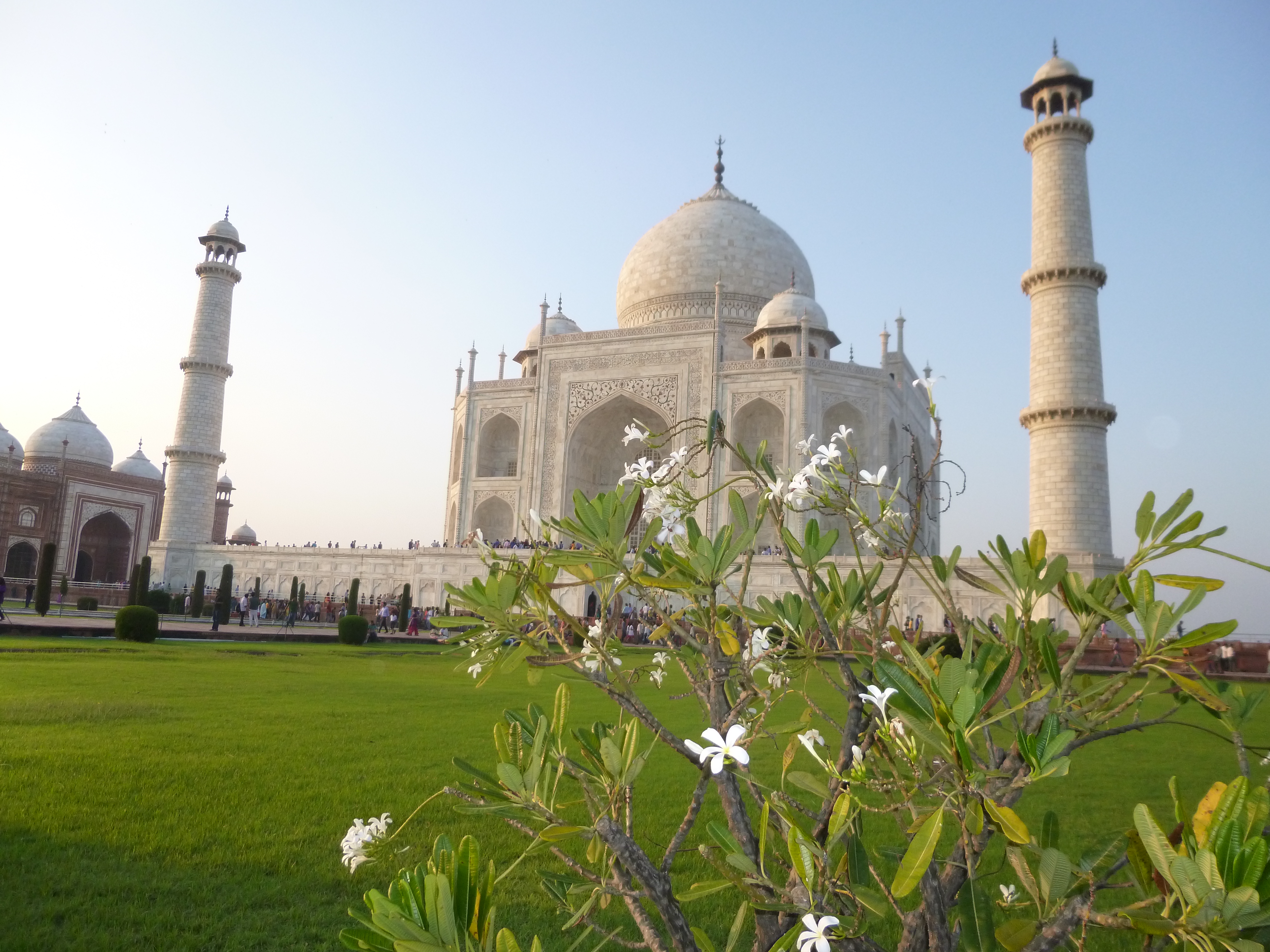
インド、アグラのタージ・マハル

### インド庭園
ラホールはムガル帝国の庭園都市と考えられていました  。大規模な庭園に加えて、 重要な庭園もイスラム教徒のバフマニー朝 （1347-1538）の下でデカン高原 カルナータカ州に建てられました 。 
- アンベール城/ジャイガル要塞（インド・アンベール）
- イプラーヒーム・ラウザ複合施設（インド・ビージャープル）
- 睡蓮の庭園<ニールーファル庭園>（インド・ドールプル）
- ディーグ宮殿（インド）
- ファテープル・スィークリー後官庭園（インド）
- シャーリーマール庭園/ウェールナーグ（インド）
- マーンドゥー宮殿群（インド）
- アッヒチャトラガルプ城塞（インド・ナーガウル）
- アーナンド・マンタル庭園（インド・オールチャー）
- アクバル廟（アクバル墓廟庭園（インド・シカンドラー））
- ウダイプル市街宮殿（アマール・ヴィラスの中庭他（インド）
- プリンス・オブ・ウェールズ博物館庭園
- ラームバーグ
- ナシムバーグ
- フシュルーバーグ
- ピンジャウルバーグ
- ラーム庭園（インド・アーグラ）
- シークリーの庭園群（インド・ファテプル）
- シャーラマール庭園（インド・カシミール）
- アッチャーバル庭園（インド・カシミール）
- アチャバル山荘
- ヴェリーナグ庭園（インド・カシミール）
- ジャローガ庭園（インド・カシミール）
- ニシヤート庭園（ニシャットバーグ, インド・カシミール）
- チャシュマ・シャーヒ庭園（インド・カシミール）
- 皇子ダーラー・シコーによるカシミール・パリ・マハル
- ロディの墓地庭園(Rodi Tomb)
- シャシマ・シャーヒ
- バーブリー・マスジド（インド）
- アーグラの赤い城（インド・アーグラ）
- アーグラ城（アーグラ城塞）庭園くレッド・フォート>（アウンバリ、アンガーリーなど（インド・アーグラ）
- ミールザー・ギヤース・ベグの墓（インド・アーグラ）
- タージ・マハル庭園（インド・アーグラ）
- ザルアフシャーン庭園・ラームバーグ（インド・アーグラ）
- イイティマード・ウッダウラ廟（インド・アーグラー）
- 月光庭園（インド・アーグラー）
- ラーム庭園（ヌール・アフザーン庭園（インド・アーグラー）
- ジャハーナーラー庭園（インド・アーグラー）
- アフザル・ハーン廟（インド・アーグラー）
- チャハール・バーグ（インド・アーグラー）
- バーキ・ウファー（ヴァファー庭園）（カーブル）
- パンチャッキー（Panchakki）（インド・アウランガバード）
- シュリーナガルのシャリマールバーグ（インド・デリー）
- 大統領官邸ラシュトラパティ・バワン<副王宮>（Rashtrapati Bhawan）内ムガール庭園及びハーブ庭園（名称がムガル庭園でとなっているが、実際は英国庭園とムガル様式の四分庭園の折衷）
- フマーユーン廟 - （インド・デリー）インド初のペルシャ様式。チャハールバーグ （四分庭園）形式の最初の大々的な実現
- ジャハーナーラー庭園（インド・デリー）
- ラウシャナーラー庭園（インド・デリー）
- デリー・シャリマールバーグ
- デリー城〈レッドフォート〉（インド・デリー）
- ジュード庭園（インド・デリー）
- ハウズ・ハース（インド・デリー）
- サフダル・ジャング廟（インド・デリー）
- サフダル・ジャングの墓地庭園(Safdarjang's Tomb)

### イラン庭園
- タータ・イ・ブスタン（イラン）
- ニシャット・バーグ（イラン）
- フィン庭園（イラン・カーシャーン）
- エラム庭園（イラン・シーラーズ）
- パサルガダエ・パーサールガード（イラン・シーラーズ）- 2つの王室の庭園から構成される
- 王座の庭園（イラン・シーラーズ）
- フマーユーン廟#四分庭園
- アミールアバード庭園（イラン・南ホラーサーン州）
- ベフギャルド庭園（イラン・南ホラーサーン州）
- アクバリーイェ庭園（イラン・南ホラーサーン州ビールジャンド）
- マーハーン・シャーザーデ庭園（イラン・ケルマーン州マーハーン）
- アッバースアーバード庭園（イラン・ベフシャフル）
- パサルガード庭園（イラン・ファールス州）
- パフラヴァーンプール庭園（イラン・ヤズド）
- ドウラトアーバード庭園（イラン・ヤズド）
- チェヘルソトゥーン庭園（チヒルストゥーン<40柱殿>（イラン・エスファハーン）
- ナイチンゲール庭園とハシュトゼヒシュト<八つの楽園>（イラン・エスファハーン）
- チャハール・バーグ大通り園（イラン・エスファハーン）
- 王の池の庭園（イラン・タブリーズ）

M.コナンによると、単一の「オリエント」式ガーデン技術は存在せずに、これらは多くの異なる要素と伝統から構成されており、宗教的、経済的、政治的機能を備えた庭園でさえもシームレスに融合し、庭園はいくつかの目的を果たすことができているといえます。古典的なチャハルバーグ・バーのように、水とプールや植物を含む軸方向の構造を持つ庭園は、決してすべてのイスラム庭園に共通ではありません。オスマン帝国の庭園は通常あまり整形式ではなく、時には荒野を模倣することさえありました  。Moghulの狩猟場 、モロッコとアンダルシアのアガダル、そしてイスラム世界の都市庭園は全く異なる原則に基づいています。しかしイスラム世界全体が建築の伝統、 水力工学の活用、そして有用で装飾的な植物のための交換ネットワークを形成しました  。それは当時イスラムの庭を構成する神の創造の祭典として庭を認識する特別な方法であったものであり、庭では景色から味と匂いを超えて楽しむことができ、そして宗教的思考だけでなく、純粋な楽しみを果たすことができたのです。西洋のように、庭園は芸術作品として認識されていません。

#### 楽園の庭
楽園の庭、パラダイス・ガーデン（Paradise Garden）は、古イラン、特にアケメネス朝（Achaemenid）に由来する、左右対称そして最もしばしば閉鎖的な構造をもつ庭園スタイルの思想である。最も伝統的な形式は、長方形の庭園を4分割して中央に池を配したチャハルバーグ/四分庭園（chahar bagh、英："four gardens") と呼ばれる庭園デザインが利用されている。各庭園は庭の敷地を水路によって四分割された様式で築かれているのであるが、4つの川と4分割された園が世界そのものを示しており、これこそがエデンを表すとしていた。そして乾燥地であるにもかかわらず水を引いてきてそれを巡回させるというシステムを築き上げ、独自の人工的自然を構築するということで、さまざまな築造技術の結晶ともなっている。楽園の庭で最も大切な要素の1つは水であり、池、水路、小川、噴水は楽園の庭共通の要素である。また、香りも重要な要素で、実のなる木や花は香りのよさで選ばれる。
のちの#イスラム庭園に影響を及ぼした。この庭園の形態は、イスラム教のアラビア人征服 (Early Muslim conquests) の時代にエジプトや地中海に広がり、イスラム教徒のインド亜大陸征服、ウマイヤ朝のイスパニア征服 (Umayyad_conquest_of_Hispania) まで至り、さらにアラビア征服の時代には、地中海に広がるようになった。
古代オリエント、イラン各地あるいはメソポタミア地域で発達した庭園設計は、ササン朝ペルシアの時代に信仰されていたゾロアスター教で重視している空、大地、水などと諸物に基づいて設計されていて、ペルシャで発展した芸術、哲学、宗教感が表れている。そして、ペルシャ職人の庭園設計力や技術力の高度さを示していて、まさにエデン、地上のパラダイス、の概念を具現化したものとされる。
エデンの楽園は次項の#メソポタミア地域にあったとされる説もあるそうだが、創世記のエデンの楽園が実在していたのか、それがペルシア式庭園の起源なのかは史実は不明である。しかしながらイラン各地に実在し点在する9つの庭園はこれらの設計基本を忠実として世界に広がっていた点から、現在世界遺産にも登録されている。
語源
パラダイス＝楽園の語源として、キリスト教の神話において、地上のエデンやパラダイスにある庭を表現するために採用した用語であるparidaiza（封じ込められた空間の意）が知られる。
元々は哲学者・歴史家のクセノポンが「pairi（「周り」）」と「daeza（「壁」「レンガ」「形」）」から、「壁に囲まれた屋敷や庭」を表す単一名詞で命名したものであったが、現在では「daiz（「庭」）」と「['daiz（「壁」「形」）」の2つの名詞で呼ばれている。紀元前から洗練された中庭文化をもった古代ペルシャでは壁で囲った庭園をパイリダエーザと呼んでいた。そして、古代ペルシア語の*paridaiza(h)（後期古代ペルシア語 *pardēz アヴェスター語のペルシダ・イェザ pairidaēza、古ペルシャ語 paridaida, paridaiza（walled-around、walled gardenの意）、後期古ペルシャ語 *pardēd') の呼称を、ギリシャ語で「パレードス」と適用している:8。この用語は、ギリシャ語訳の旧約聖書ではエデンの園の意に使われている:8:8。
以降、ペルシア語(Persian language)では、pardisという単語は、「楽園」と「庭園」の両方の意味を持つ:8。また、閉ざされた園(en:hortus conclusus, enclosed garden)の考え方は、「楽園」の意味合いを持つ印欧語 (Indo-European) が加わって、しばしば楽園の庭の意味で呼称される。
こうして庭園は地上の楽園と見立てられたのであるが、リラクゼーションの場を提供することで、宗教的でゆっくりとした場所を提供した。そしてその言葉が表すように、庭園は本質的には囲まれているものなのであるとみられる。

### メソポタミア
中近東の庭園は、ペルシャ王室庭園 の他に、アッシリアとバビロニア、 アケメネス朝とサーサーン朝で庭園があり、これらは中東での出来事である。
ギルガメシュ叙事詩はウルクの庭園について言及しています。 第三千年紀からウルの王家の墓には 、 ヒナギクで飾られた金の頭飾りが含まれていました。 シュメール宮殿では庭園でナツメヤシとタマリスクの木が生えていました 。 

#### アッシリア
碑文については、何人かの支配者たちは庭に残しました。これがティグラト・ピレセル1世（紀元前1115 - 1077年）の誇りでした。緑豊かな庭園がニムルドでは、 アッシュールナツィルパル2世（883-859 BC）の高貴な庭園を描いた石碑が見つかりました。解説：ロンドンの大英博物館に保管されている楔形錠は、バビロニアの王マルドゥク - アプラ - イディナ2世 （紀元前721年- 710年）の庭の植物を数えます。大英博物館はアッシュールバニパル（668-627 BC）の記録を見つけました。アッシリアに遊園地のような印象を与えています。 
サルゴン2世（721-705）とセンナケリブ（705-681）は、これらの公園に糸杉、スギ、ヤシの木、木綿などの木を含む広い狩猟場を設け、世界各地から宮殿の庭園に植物を植えようとしました。ホーリー溝 、他のナツメヤシ間成長ザクロ及び松の木  ニネベからアッシリアは木とマドンナユリで成長するブドウを示しています  。浮彫記録上では、王はしばしば赤いイルルの花を手に持っています。。 

#### バビロンの空中庭園
古代の世界の七不思議の一つと考えられているバビロンの空中庭園が本当にあったのか、物議を醸している。 
起源1世紀ごろシケリアのディオドロスがこの庭について書いている：「城の隣には、4つの広場に対して、いわゆる吊り庭(...)が横にあり、山のように上昇し、一方の階が他の階に上がり、劇場のような光景を提供しました。立ち上がるテラスの中には、庭のすべての重さを負担しなければならなかった壁の列があり、全体が上昇するにつれて、常に前のほう(...)の上に少し目立っていたので十分な深さで、その巨大な木々を運びました。根を張る必要がありますしその上、土は平らにならしてから植えられた。その大きさと他の植物の愛らしさの両方によって、来客者の感覚を楽しませていた。」 

### ペルシャ王室庭園
紀元前539年にメソポタミアを征服した後 紀元前、ペルシャ人はバビロニア人およびアッシリア人の庭の文化を引き継いだが 考古学的証拠が古代ペルシャの庭園についてもまばらで、私たちがこれらの庭園について知っていることのほとんどはギリシャの歴史家からもたらされたものである。 
クセノポンはこう述べている：「自分がどの地(ペルシャ王)に住んでいるのか、もしくは向きを変えてみると、そこに庭、いわゆるパルスデイソイという地球がもたらす可能性のあるすべての美しいと良いものが完全を成しそして「シーズンが許す限り」ほとんどの時間そこにとどまってしまうことを心配しています 。」 
ペルシャ帝国の創設者であるキュロス2世（559-529）、および紀元前ダレイオス1世（紀元前549-486）を完成させた、ペルシャのパレデイソイの目的は王宮の庭園だけでなく、王宮の農園も含まれていました。パルスデイソイの中には、市民への供給を目的とした広範な果樹園がありました。クセノポンは、サイラス・ザ・ヤングがそのような果樹園を自分で植えて自慢していたと報告しています。パレダイソイの中には、壮大な王室のゲームの囲いや狩猟公園があり、レリーフがペルセポリスからアパダナへ、エラムからエラミテライオンが献上品として提供されたことも記録されています。王立公園には猟鳥もいました。 ダリウスの時代からの行政委員会は、例えば孔雀が穀物をあたえらたとされています 。

### ビザンチン庭園
多くのビザンチン宮殿には、コンスタンティノス9世モノマコスにより、コンスタンチノープルの マンガナ宮殿などに広大な庭園がありました。可能な限り早くマンガナパラストガーデンを完成させるために、成熟した木を移動させたと伝えられています。 親密なプライベートガーデンもありました。 後にオスマン帝国での植物園でも見られるように、池と流水は重要な役割を果たしました。

## ムガル庭園
ムガル庭園は、ムガル帝国時代に造られた庭園を指す。この庭園はペルシャ庭園、特にCharbagh（またはChahar Bagh、ペルシア語：چهارباغ、chahārbāgh＝FourBāghs〈つまり英：“four gardens”〉）の構造形式に影響を受けており、人間が自然のあらゆる要素と完全に調和して共存する地上の理想郷を表現することを意図したものである。
壁に囲まれた邸宅内では、直線的なレイアウトが多用されている。庭園内にプール、噴水、カナルがあるのも特徴である。アフガニスタン、バングラデシュ、インド、パキスタンに現存するムガル庭園は先達の中央アジアにあるそれとは異なり、高度な幾何学を駆使した形状であることが特徴である。
- バープル庭園（アフガニスタン・カーブル）

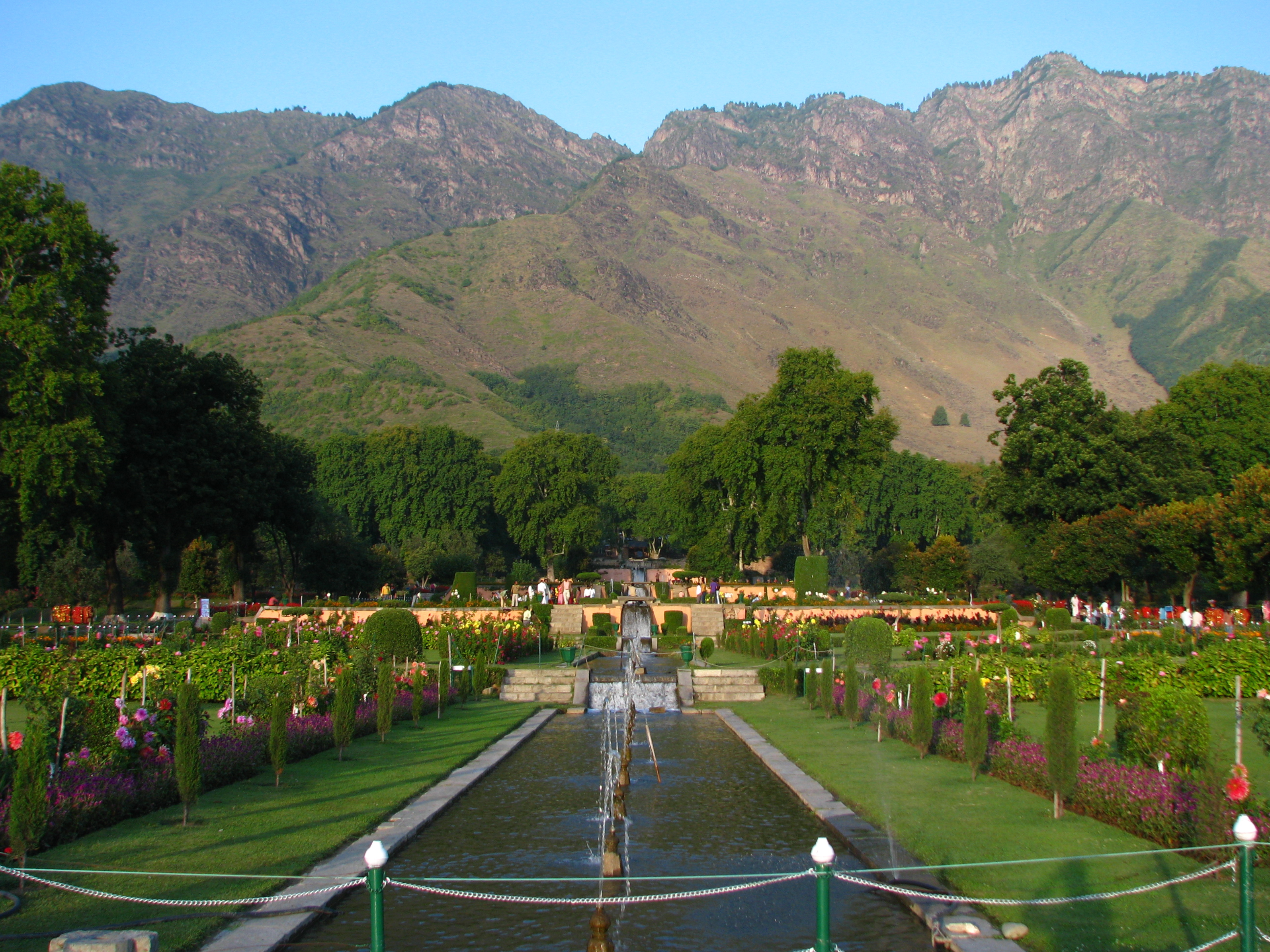
Nishat Baghは、インドのジャンムーとカシミールにあるダル湖のほとりに建てられた段々になったムガル庭園

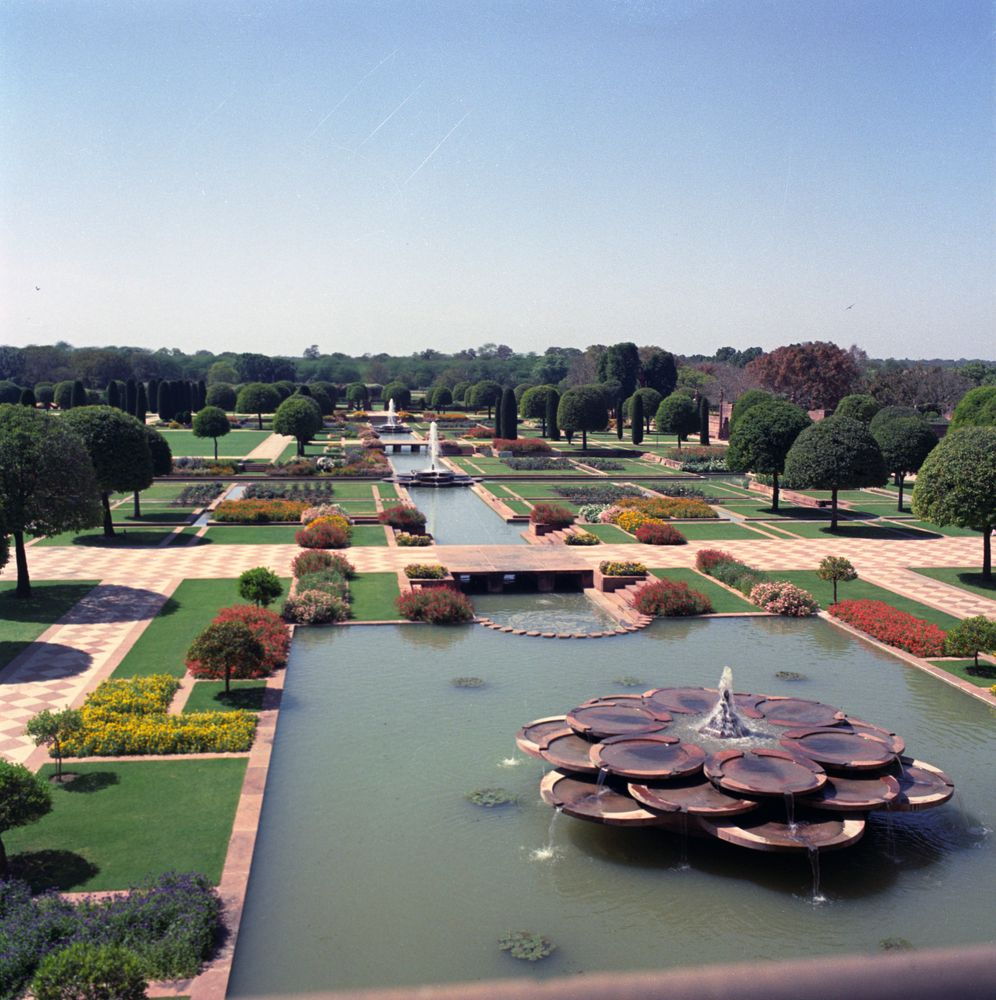
Rashtrapati Bhavanは 1912 年にムガル庭園様式でつくられた

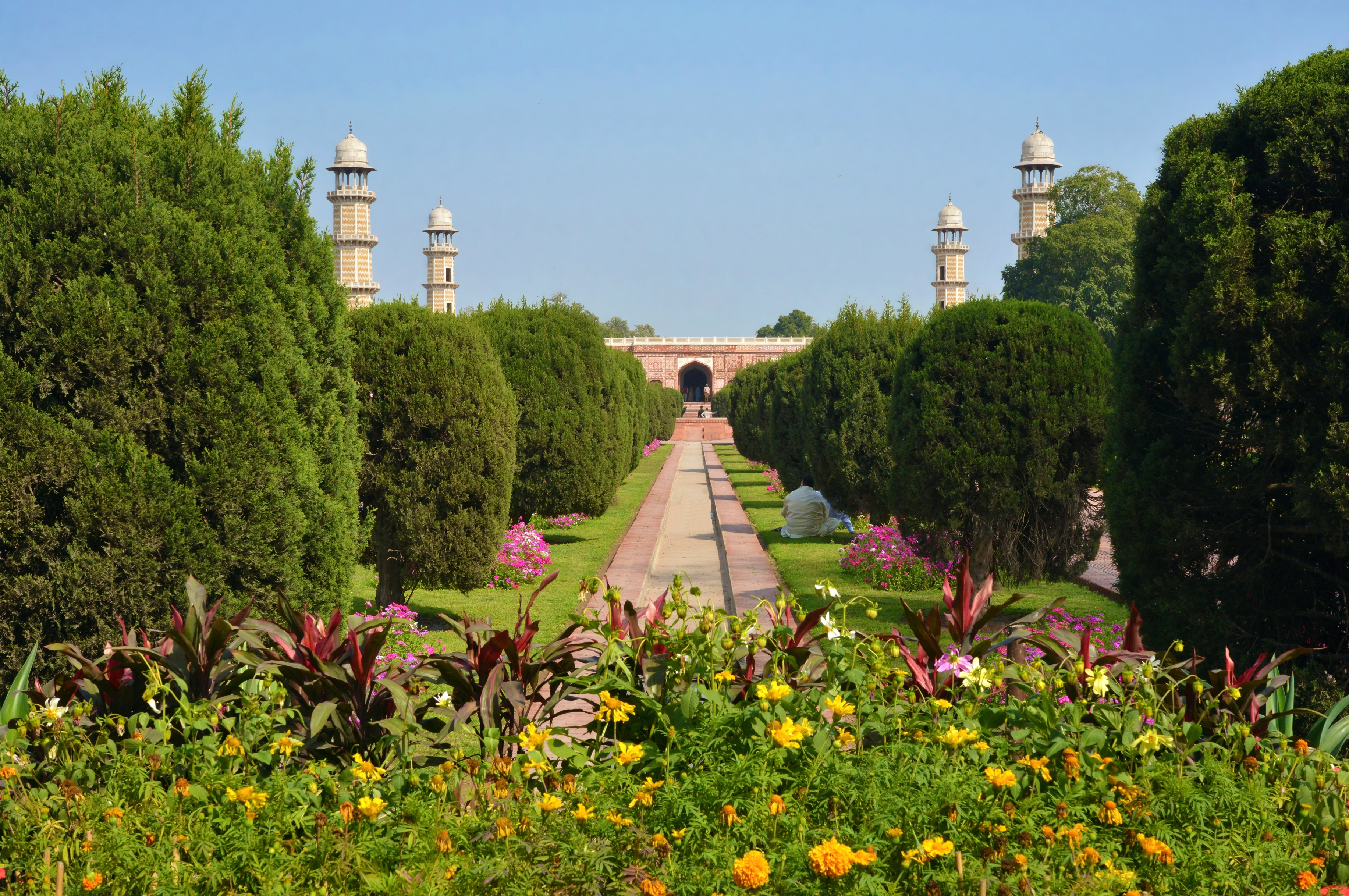
Shahdar Baghの Jahangir の墓

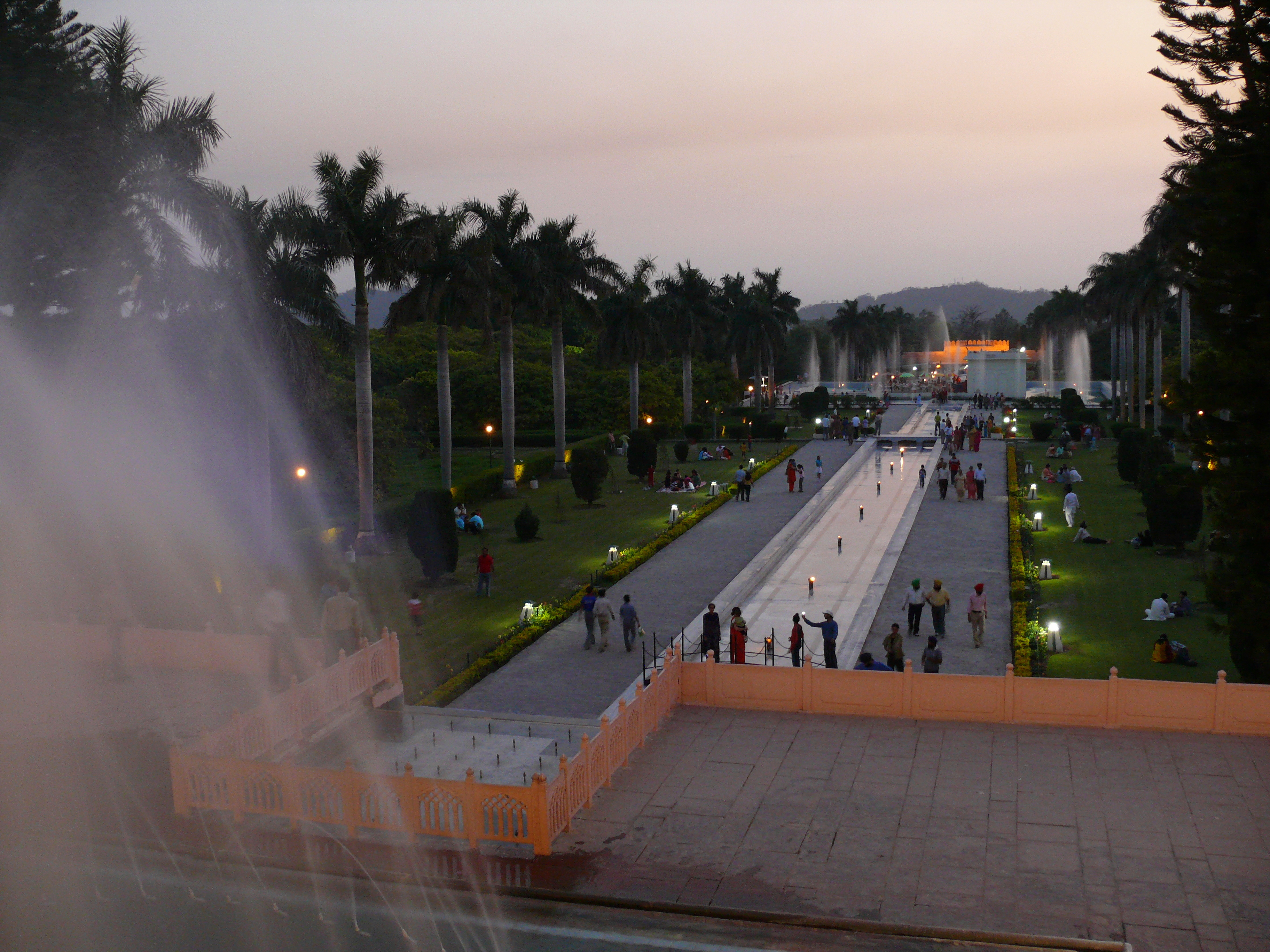
Pinjore Gardens、17世紀の段々になったムガール庭園で、パティアラのシーク支配者により重要な改装が行われている

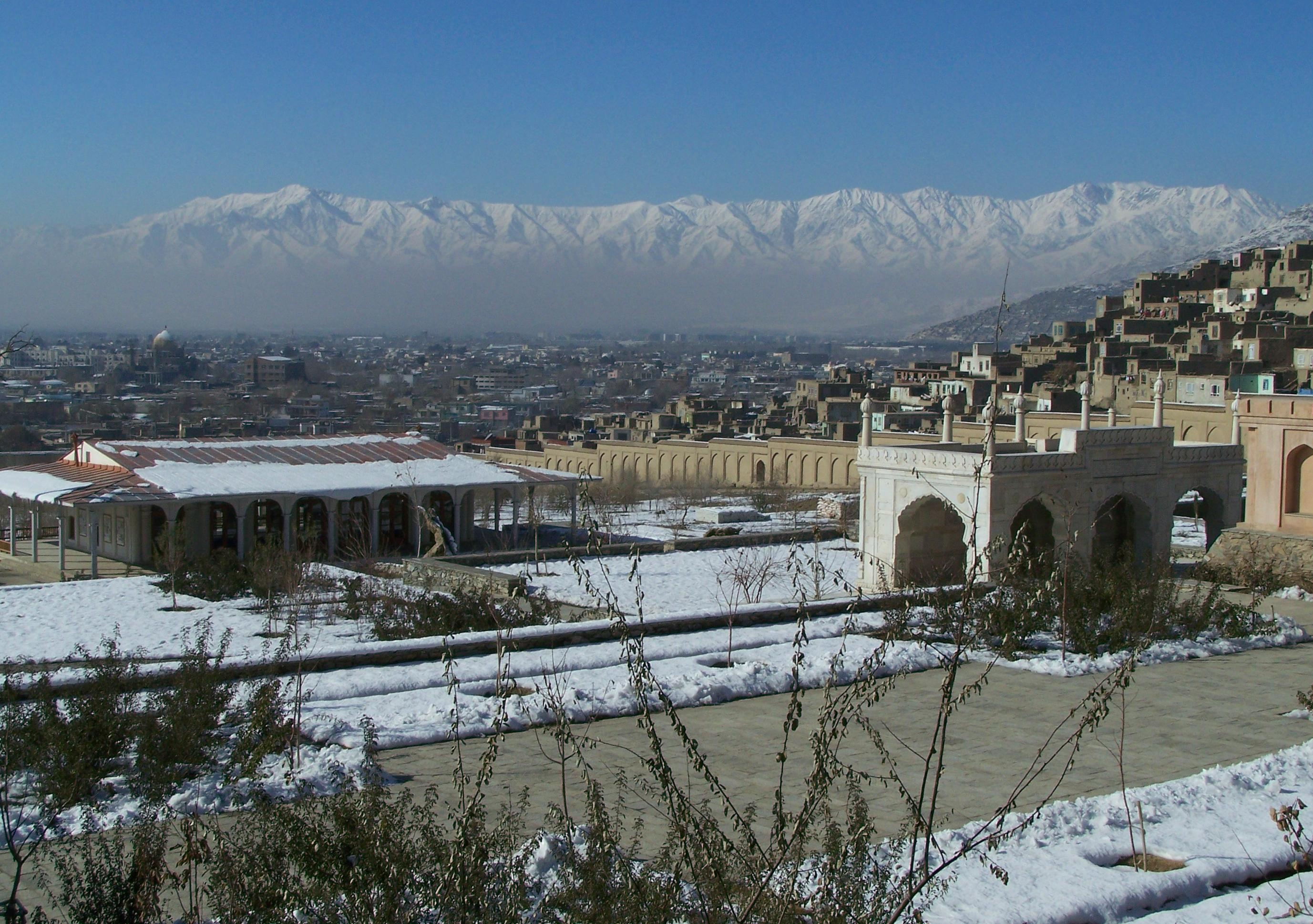
アフガニスタン、カブールのバーゲ・バーブル

- ラルバグフォート（ (Lalbagh Fort) 、バングラデシュ）
- フマユーンの廟 (Humayun's Tomb) （インド・デリー・ニザームディン・イースト (Nizamuddin East) )
- クドシアバーグ (Qudsia Bagh) （インド・デリー）
- ラシュトラパティ・バヴァン（Rashtrapati Bhavan、ネオ・ムガル・ガーデン(neo-Mughal)、インド・デリー）
- レッドフォート (Red Fort) （インド・デリー）
- ロシャナラ・バーグ (Roshanara Bagh) （インド・デリー）
- サフダルジュン廟 (Safdarjung's Tomb) （インド・デリー）
- デリーのシャリマー・バーグ (Shalimar Bagh, Delhi) （インド・デリー）
- ピンジョール・ガーデン (Pinjore Gardens) （インド・ハリヤナ州）
- ナシーム・バーグ (Naseem Bagh) （ジャンムー・カシミール州）
- アチャバルガーデン (Achabal Gardens) （ジャンムー・カシミール州）
- チャシュマ・シャーヒー (Chashma Shahi) （ジャンムー・カシミール州）
- ニシャット・バーグ (Nishat Bagh) （ジャンムー・カシミール州）
- パリーマハル (Pari Mahal) （ジャンムー・カシミール州）
- シャリマー バーグ (ShalimarBagh) （ジャンムー・カシミール州スリナガル (Srinagar) )
- ベリナグ (Verinag)
- ラール・バッグ (Lal Bagh) マイソール王国時代のムガール様式庭園、インド・カルナータカ州）
- ブリンダヴァン・ガーデン (Brindavan Gardens) (neo-Mughal、インド・カルナータカ州）
- ビビ・カ・マクバラ (Bibi Ka Maqbara) （インド・マハラシュトラ州）
- アウランガーバード (Aurangabad) （インド・マハラシュトラ州）
- アムカスバグ (Aam Khas Bagh) （インド・パンジャブ州）
- アナ・サーガル湖 (Ana Sagar Lake) のジャハーンギールの庭園（Jahangir's gardens、インド・ラハスタン）
- アグラフォート (Agra Fort) （インド・ウッタルプラデーシュ州）
- アクバル廟 (Akbar's Tomb) （インド・ウッタルプラデーシュ州）
- クズロ・バーグ (Khusro Bagh) （インド・ウッタルプラデーシュ州アラハバード (Allahabad) ）
- メータブ・バーグ (Mehtab Bagh) （インド・ウッタルプラデーシュ州アグラ (Agra) )
- タージマハル（インド・ウッタルプラデーシュ州）
- イティマード・ウド・ダウラー廟 (Tomb of I'timād-ud-Daulah) （インド・ウッタルプラデーシュ州）
- マリアム＝ウズ＝ザマーニ廟 (Tomb of Mariam-uz-Zamani) （インド・ウッタルプラデーシュ州）
- ファテプル・シークリー (Fatehpur Sikri) のゼナナ庭園(Zenana gardens、インド・ウッタルプラデーシュ州）
- チャウブルジ (Chauburji) （パキスタン）
- ダイ・アンガ廟 (Tomb of Dai Anga) （グラビ・バーフ〈Gulabi Bagh〉パキスタン）
- ハズリバーグ (Hazuri Bagh) （シーク帝国時代のチャルバッハ様式の庭園、パキスタン）
- ヒラン・ミナール (Hiran Minar) （パキスタン・ラーホール）
- シェイフープラ (Sheikhupura) （パキスタン）
- ラーホール城（パキスタン・ラーホール）
  - ラホール・フォートの四角形庭園（Quadrangle gardens at en:Lahore Fort）
- シャダラ・バグ (Shahdara Bagh) （パキスタン）
- シャーリーマール庭園 (Shalimar Gardens, Lahore) （パキスタン・ラーホール）
- アシフ・カーン廟 (Tomb of Asif Khan) （パキスタン）
- ジャハンギール廟 (Tomb of Jahangir) （パキスタン）
- ワウ・ガーデン (Wah Gardens) （パキスタン）

## その他の国の庭園
- アブド・アッラーアンサーリー廟（アフガニスタン・ヘラート）
- ギャラン庭園（アフガニスタン・イスターリフ）
- ラシュカレ・バーザール宮殿群（アフガニスタン）
- スルターン＝サンジャル廟（トルクメニスタン・メルヴ）
- ジャハーソギーリー（パキスタン・ラーホール）
- アーサフ・ハーン、ヌール・ジャハーンの廟（パキスタン・ラーホール）
- ハスバフチェ（トルコ・アランヤ）
- ボスフォラス海峡沿いのあずまや（トルコ・イスタンブール）
- フェネルバフチェ（トルコ・イスタンブール）
- スレイマニイェ墓地（トルコ・イスタンブール）
- カラバリ庭園（トルコ・イスタンブール）
- ドプカプ宮殿庭園（トルコ・イスタンブール）
- ウスキュダル宮殿庭園（トルコ・マルマラ海）
- イュルドゥズ宮殿庭園（トルコ・マルマラ海）
- マニサ宮殿庭園（トルコ・マニサ）
- アッ＝ルサーファの宮苑（シリア）
- アルイズム宮殿庭園（シリア・ダマスカス）
- ヒルパトアル＝マフジャル（シリア・ウエストバンク）
- カスル・アル＝ハイル・イースト（シリア・パルミュラ）
- スルターンカープース大学内庭園（オマーン・マスカット）
- パルクワーラー宮殿庭園（イラク・サーマッラー）
- ダールアル＝ヒラーファ宮殿庭園（イラク・サーマッラー）
- ディクシャブーミ庭園（スリランカ）
- バイブルトマルティル・ヌスレト庭園（トルコ）
- スレイマニエ・モスクの庭園（トルコ）